# Calibre
calibre是一個自由開源的電子書軟體套裝，可以用來組織、存放、以及管理電子書，支援大多數的電子書格式。同時也支援與許多流行的電子書閱讀器進行同步，並可能在DRM的限制下轉換電子書的格式。

## 歷史
Kovid Goyal於2006年10月31日開始開發libprs500，那時索尼的PRS-500正好發佈。當時只是想讓PRS-500能在Linux上運行。Goyal在MobileRead論壇的幫助下，對PRS-500的專有格式BBeB進行逆向工程。
2008年，軟體的名字改為calibre，需注意的是，即使是寫在句子的開頭也是一律小寫。

## 功能
- 支援的檔案格式：epub, txt, azw3，...
- 編輯電子書，加入自動生成的目錄
- 調整檢視方式：更改改字體，字體大小，背景顏色等
- 移除 DRM [4]
- 轉換格式
- （使用電子書的元數據）。元數據可以從許多來源獲得（例如ISBNdb.com（英语：ISBNdb.com）、線上書商、免費電子書提供者、以及一些美國或其他國家的期刊，如古騰堡計劃、網際網路檔案館以及「Munsey's」；或是一些為讀者提供的社群網路，如Goodreads以及LibraryThing（英语：LibraryThing））。可以在整個書庫裡搜尋作者、標題或是關鍵字[5][6]。
- 轉換外部內容，如RSS、聚合器協議等；同時也支援網頁伺服器（HTTP）。
- 將線上內容加入並轉換為電子書。這個被稱做「recipes」的小程式是使用一種基於Python的語言寫成。
- 匯出電子書：由USB或是郵件伺服器或用電子郵件傳送到所有支援的閱讀器。例如傳送私人文件到Kindle電子書閱讀器。
- 主機端運行的時候，書庫可以支持遠端瀏覽器訪問。在這種情況下，那些內容可以設定為以固定的間隔傳送至遠端（或稱為「訂閱」）。
- 將資料庫內的書籍保存到磁碟的時候，可以自訂目錄結構和檔案名稱，例如：作者目錄\書名-作者-出版社-出版日期

## 開發與授權
這個程式是以Python及C寫成。以GNU GPL第三版發佈，使其成為自由及開放原始碼軟體。

## 相關應用程式
一些第三方的開發商提供應用程式讓使用者可以在他們的行動裝置上使用calibre進行管理及同步電子書。包括： 
- calibre Companion，一個由MultiPie公司開發的應用程式[8][9]。
- calibre Library，由Tony Maro開發[10]。
- calibre Sync，Seng Jea Lee開發[11]。
- Leger calibre，由J.A. Escobar提供[9][12]。

## 外部連結
- 官方网站